# Åge Vedel Tåning
Åge Vedel Tåning (Copenaghen, 27 luglio 1890 – Copenaghen, 26 settembre 1958) è stato un ittiologo danese, noto per i suoi contributi significativi allo studio dei pesci e alla biologia marina.

## Formazione e carriera
Nato a Copenaghen, Tåning conseguì il titolo di magister in zoologia nel 1920. Durante i suoi studi, sviluppò un profondo interesse per l'ornitologia, che mantenne per tutta la vita. Tuttavia, la collaborazione con il biologo marino Johannes Schmidt orientò la sua carriera verso l'ittiologia. Nel 1916, venne assunto presso il laboratorio di Schmidt alla Carlsberg Foundation e, dal 1918, lavorò presso la Commissione per le Ricerche sulla Pesca e il Mare della Danimarca. Dopo la morte di Schmidt nel 1933, Tåning divenne direttore delle ricerche nel Mare del Nord e nell'Atlantico settentrionale. Nel 1951, venne nominato primo direttore della neonata istituzione Danmarks Fiskeri- og Havundersøgelser (Ricerche sulla Pesca e sul Mare della Danimarca).

## Contributi scientifici
Tåning partecipò a diverse spedizioni scientifiche, tra cui tre importanti spedizioni guidate da Schmidt: nei Caraibi e nel Golfo di Panama (1920-1922) e nella circumnavigazione della nave Dana (1928-1930). Contribuì all'analisi delle collezioni raccolte durante queste spedizioni e curò la redazione dei Dana-Reports. La sua produzione scientifica comprende studi sistematici e biologici su gruppi di pesci pelagici, come gli Scopelidae e gli Sternoptychidae, e ricerche sulla biologia della pesca, in particolare sul merluzzo e sull'eglefino.

## Ruolo nelle organizzazioni internazionali
Tåning svolse un ruolo attivo nel Consiglio Internazionale per l'Esplorazione del Mare (ICES), servendo come presidente dal 1952 al 1957. Contribuì anche alla protezione degli uccelli e alla conservazione della natura, partecipando a comitati internazionali e nazionali dedicati alla protezione degli uccelli e opponendosi a progetti di bonifica che minacciavano gli habitat naturali.

## Eredità
In riconoscimento del suo lavoro, il genere di pesci lanterna Taaningichthys è stato nominato in suo onore. Inoltre, la specie Diaphus taaningi porta il suo nome, evidenziando il suo contributo alla tassonomia dei pesci.
La dedizione di Tåning alla ricerca scientifica e alla conservazione della natura ha lasciato un'impronta duratura nel campo dell'ittiologia e nella protezione degli ecosistemi marini.